# Monte Adamello
Adamello (en dialecto local Adamèl) es una montaña en Lombardía, Italia. Con una elevación de 3.539 metros, es el segundo pico más alto de los Alpes Adamello-Presanella. Se encuentra ubicado en Valcamonica, Lombardía (Provincia de Brescia).
Douglas Freshfield da esta descripción desde la cima de la Presanella, que ascendió por primera vez (17 de septiembre de 1864):
| “ | La masa central de Adamello ... es un bloque enorme, lo suficientemente grande como para suministrar materiales para media docena de montañas. Pero de hecho es solo una. A lo largo y ancho de muchas millas, el suelo nunca cae por debajo de 9,500 pies. El vasto campo de nieve central alimenta a los glaciares que se vierten en cada punto de la brújula. Los picos más altos, como Carè Alto y Adamello, son simplemente elevaciones leves del borde de esta llanura elevada. Visto desde dentro, son simples mogotes; desde afuera son montañas muy nobles que caen en grandes precipicios hacia las salvajes cañadas cerradas por los glaciares que se elevan hasta sus pies. | ” |

## Primer ascenso
La cumbre de Adamello fue conquistada por primera vez por un joven escalador bohemio, Julius von Payer, junto con un guía de montaña de Val Rendena, Girolamo Botteri, el 16 de septiembre de 1864. Al día siguiente, los dos escaladores conquistaron la vecina Presanella (3558 m sobre el nivel del mar), pero se decepcionaron al descubrir que un equipo reunido por Douglas Freshfield les había precedido por tres semanas.
El equipo que apoyó a Payer y Botteri estaba compuesto, además de ellos, por otro guía de montaña, Giovanni Caturani y un porteador local, Antonio Bertoldi. Algunas fuentes afirman que Caturani, no Botteri, fue con Payer a la cima. La expedición salió el 8 de septiembre y escaló equivocadamente dos picos secundarios del macizo de Adamello, el Dosson di Genova, 3419 m, y el Corno Bianco (Cuerno Blanco), 3434 m, antes de enfrentarse a la verdadera cumbre.
La misma ruta elegida por Payer y Caturani se considera hoy como una de las más fáciles (aunque desde entonces ha cambiado mucho sobre todo en la forma de los glaciares), comenzando desde Val Genova, en el lado de Trentino, y cruzando Pian di Neve hasta los picos.
La primera repetición, siempre en verano, fue completada, siguiendo un camino similar, por un grupo británico, entre ellos el londinense Douglas Freshfield y el famoso Francis Fox Tuckett, con François Devouassoud, otro guía suizo y un porteador. Aunque también corrieron el riesgo de cometer errores en la elección del camino, llegaron a la cumbre el 3 de julio de 1865, afirmando haber sido más rápidos que Payer en la primera ascensión del año anterior.

## Primera Guerra Mundial

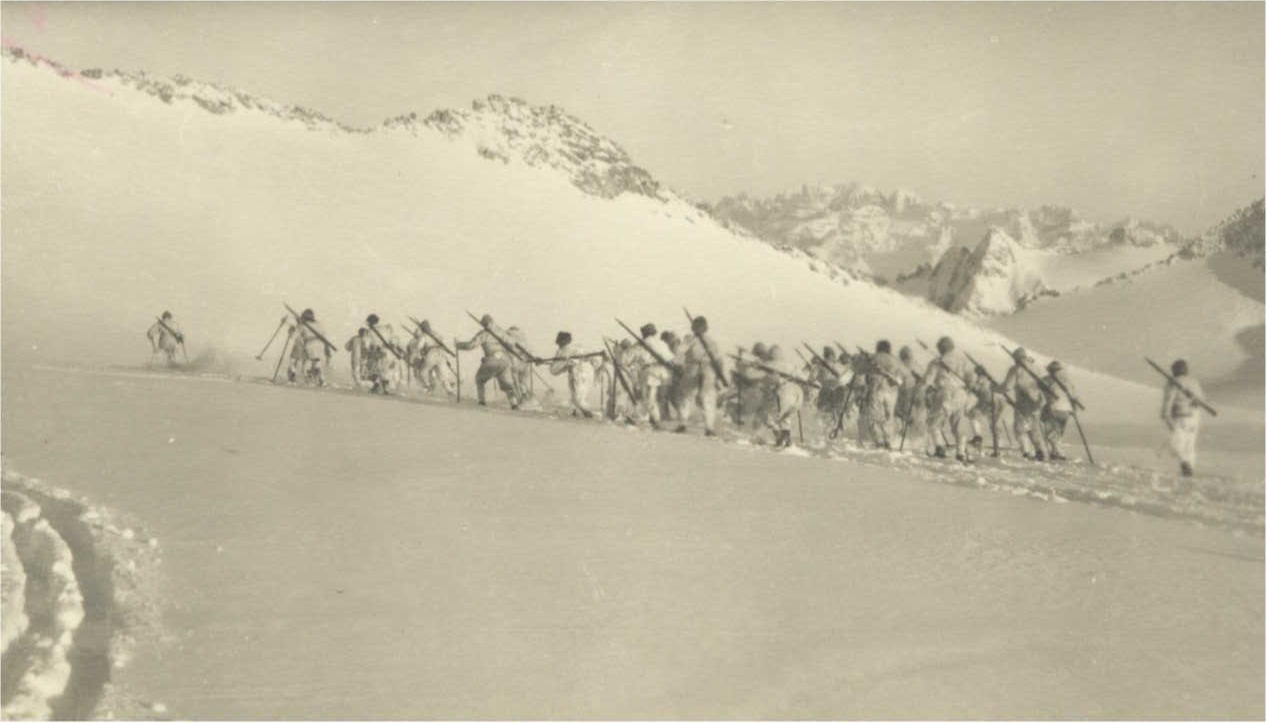
Patrulla de esquí italiana en el Adamello durante la Primera Guerra Mundial

Durante la Primera Guerra Mundial, el frente entre las tropas austriacas e italianas atravesó el macizo de Adamello y ambos ejércitos ocuparon posiciones en las cumbres durante todo el año.

## Rutas de escalada
Para escalar la cumbre del pico principal de Adamello, no hay realmente una sola ruta Normal (Via Normale en italiano). Es una escalada corta desde el Pian di Neve hasta la cumbre, pero la ruta para llegar y cruzar el Pian di Neve depende del valle elegido como punto de partida.
Los primeros escaladores comenzaron desde Val Genova y subieron por el glaciar Mandrone. Esta sigue siendo una de las vías más transitadas hacia la parte superior desde el lado de Trentino, y aparte de la necesidad de utilizar equipos para glaciares y prestar atención a las trampas objetivas que el hielo implica, es una caminata larga y ardua, técnicamente elemental.

## Panorama

Panorama de Pian di Neve